# Регіна С. Бурачик
Регіна Сандра Бурачик (ісп. Regina Sandra Burachik) — аргентинська математик, яка займається оптимізацією та аналізом (зокрема, опуклим аналізом, функціональним аналізом та негладким аналізом). Наразі вона є професоркою Університету Південної Австралії.
Вона захистила докторську дисертацію в IMPA у 1995 році під керівництвом Альфредо Ноеля Іусема (узагальнений метод проксимальної точки для варіаційних нерівностей). У своїй дисертації вона «представила та проаналізувала методи розв'язання варіаційних нерівностей, які є узагальненням проблеми опуклої обмеженої оптимізації».

## Вибрані публікації

### Статті
- з А. Н. Юземом та Б. Ф. Свайтером. «Розширення монотонних операторів із застосуванням до варіаційних нерівностей», Аналіз множин
- з А. Н. Юземом. «Узагальнений алгоритм проксимальної точки для варіаційної нерівності в гільбертовому просторі», SIAM Journal on Optimization
- з А. Н. Юземом. «Відображення та розширення монотонних операторів на множинах», Оптимізація та її застосування
- з Б. Ф. Свайтером. «Максимальні монотонні оператори, опуклі функції та спеціальна сім'я розширень», Аналіз множин

### Книги
- З Iusem: Відображення на множинах та розширення монотонних операторів (2007)
- Варіаційний аналіз та узагальнена диференціація в оптимізації та керуванні (2010, як редактор)